# Aeropuerto de Junín
El Aeródromo de Junín (FAA: NIN - IATA: JNI - OACI: SAAJ), está ubicado a 5 km al norte del centro de la ciudad de Junín, en la provincia de Buenos Aires, Argentina. En 2014 se realizaron obras para ampliar y modernizar el aeródromo de Junín con un presupuesto de 4,7 millones de pesos.
Sus coordenadas son: latitud 34° 32' 28" S y longitud 60° 55' 51" O.

## Infraestructura
- Área total del predio: 195 ha
- Terminal de pasajeros: 200 m²
- Plataforma: 2.500 m²
- Pistas:
  - Principal: Asfaltada, 1.500 m de longitud y 30 m de ancho; cabeceras: 17/35
  - Secundaria: De tierra, 1.160 m de longitud y 30 m de ancho; cabeceras: 08/26
- Ayudas a la navegación: VOR LI NDB
- Hangares: 3
- Servicio de combustible
- Servicio de torre las 24 horas
- Balizamiento electrónico
- Oficinas
- Servicio de seguridad

## Ubicación
El aeródromo está ubicado en el extremo norte de la ciudad de Junín, a unos 5 km del centro comercial y administrativo.
Se accede muy fácil por la Avenida de Circunvalación Eva Perón, bordeando la ciudad, o bien cruzando la zona urbana y saliendo de la ciudad por la Avenida libertad. En ambos casos se desemboca en la Ruta Nacional 188, por la cual hay que transitar un breve recorrido hasta el km 156. Allí nace el acceso al aeropuerto, que es un camino pavimentado de 300 metros de longitud que finaliza en una rotonda junto a la terminal aérea.
A un lado del aeródromo se encuentra el Aero Club, cuya entrada está ubicada en el km 155,5 de la Ruta Nacional 188.

## Actividad
El aeródromo de Junín tuvo algunas experiencias en vuelos regulares de pasajeros hacia Buenos Aires, durante las décadas de 1980 y 1990, pero no tuvieron continuidad. La corta distancia -apenas 250 km- y la existencia de numerosas opciones de transporte terrestre influyeron en ello. 
Actualmente, la actividad del aeropuerto se centra en los vuelos privados, el Aeroclub y los ejercicios de la Fuerza Aérea Argentina.